# Tacaribe-Virus
Das Tacaribe-Virus (wissenschaftlich Tacaribe mammarenavirus, TCRV) ist ein behülltes Virus mit einer einzelsträngigen, ambisense RNA (+/-ssRNA) als Genom. Es ist der Prototyp der (nicht-taxonomischen) Gruppe des „Tacaribe-Viruskomplexes“ zusammen mit weiteren Arten der Neuwelt-Arenaviren. Die Viruspartikel (Virionen) sind 110–130 nm im Durchmesser groß und haben eine kugelige bis unregelmäßige Form. Die zwei linearen RNA-Stränge des Genoms sind in zwei ringförmig geschlossene Kapside als Nukleoproteinkomplex verpackt.
Das Tacaribe-Virus wurde 1956 erstmals beschrieben. Es fand sich im Blut von Fruchtfledermäusen (Artibeus spp.) in der Gran-Tacaribe-Höhle an der Nordküste von Trinidad. Im Gegensatz zu einigen anderen Neuwelt-Arenaviren wie zum Beispiel dem Junin-Virus, welches schwere hämorrhagische Fieber mit hohen Sterblichkeitsraten hervorrufen kann, spielt das Tacaribe-Virus keine bedeutende Rolle als Krankheitserreger im Menschen. Bis heute ist lediglich ein einziger Fall einer fieberhaften Erkrankung durch Tacaribe-Virus bekannt.
Das Tacaribe-Virus findet sich gegenwärtig in Fruchtfledermaus-Populationen auf den Westindischen Inseln und Jamaika. Bislang wurden zwei Subtypen isoliert, das Tacaribe-Virus-p2b2 (V5 und V7) und TRVLII573.